# Klappträsk
Klappträsk (finska: Lippajärvi) är en stadsdel i Esbo stad och hör administrativt till Stor-Alberga storområde. 
Klappträsk är ett gammalt namn på sjön Klappträsk och nämns i dokument från 1700-talet. Den finska motsvarigheten är ett fonetiskt efterliknande av klapp - lippa. På 1970-talet ansåg språkforskare att stadsdelen finska namn borde vara Kolkejärvi, vilket var en korrekt översättning av tolkningen på betydelsen för klapp. Namnet Lippajärvi var dock redan mycket använt och stadsdelen fick namnet Lippajärvi - Klappträsk år 1972.
Klappträsk består främst av småhus. Vägnamnen är hämtade ur jaktterminologi till minne av tsar Alexander II av Rysslands besök hos Aurora Karamzin på Träskända gård år 1863. 
Byn Bemböle ligger i sydvästra delen av Klappträsk. 